# South Saturn Delta
South Saturn Delta è una raccolta di canzoni di Jimi Hendrix, pubblicata postuma nel 1997, ovvero 26 anni dopo la sua morte.

## Il disco
Quando nel 1995 la famiglia di Hendrix acquistò i diritti del catalogo discografico di Jimi, firmò un contratto con la MCA Records per la pubblicazione di compilation contenenti materiale raro o ancora inedito. Il primo album risultato di questo accordo fu First Rays of the New Rising Sun, che venne pubblicato nel 1997 come tentativo di ricostruzione dell'album lasciato incompleto da Hendrix alla sua morte. South Saturn Delta, qualche mese dopo, fu la seconda uscita ed è una raccolta di materiale inedito ufficialmente. La scaletta dei brani include tracce da dischi ormai fuori catalogo come Rainbow Bridge (Look Over Yonder, Pali Gap); War Heroes (Bleeding Heart, Tax Free, Midnight); e Loose Ends (The Stars That Play with Laughing Sam's Dice, Drifter's Escape) insieme a nuovi missaggi di canzoni note (All Along the Watchtower).
Look Over Yonder è un outtake del 1968 della formazione originale degli Experience. Little Wing è un nastro demo eseguito solo da Hendrix e Mitch Mitchell e musicalmente molto somigliante a Angel. Here He Comes (Lover Man) è un brano che Hendrix eseguiva spesso in concerto nell'ultimo periodo di carriera ma che non compare su nessuno dei suoi album. South Saturn Delta è un brano in stile funk-jazz mentre Power of Soul e Message to the Universe (Message to Love) sono versioni in studio di due brani presenti su Band of Gypsys. Tax Free è una versione registrata in studio della canzone scritta dal duo svedese Hansson & Carlsson, occasionalmente suonata da Hendrix dal vivo. All Along the Watchtower è la stessa traccia che appare in Electric Ladyland, ma con un missaggio differente opera di Chas Chandler. Il missaggio stereo di The Stars That Play with Laughing Sam's Dice (originariamente Lato B del singolo Burning of the Midnight Lamp) viene dall'album Loose Ends, pubblicato nel 1974 solamente in Europa e in Giappone. Midnight è un brano strumentale proveniente dalle sessioni di registrazione di Electric Ladyland. Sweet Angel è una versione embrionale di Angel con Hendrix che usa una primitiva drum machine. Bleeding Heart è una improvvisazione basata su un vecchio blues e apparve in War Heroes del 1972 e sull'album :Blues del 1994. Pali Gap è uno strumentale. Drifter's Escape è una cover di un brano di Bob Dylan apparsa precedentemente su Loose Ends.  Midnight Lightning è un nastro demo della canzone blues scritta da Hendrix, eseguita da Jimi in solitudine tenendo il tempo con il battito del piede.

## Tracce
Tutte le canzoni sono state scritte da Jimi Hendrix, eccetto dove annotato.
1. Look Over Yonder – 3:25
2. Little Wing (demo strumentale) – 2:44
3. Here He Comes (Lover Man) – 6:33
4. South Saturn Delta – 4:07
5. Power of Soul – 5:20
6. Message to the Universe (Message Of Love) – 6:19
7. Tax Free (Bo Hansson) – 4:58
8. All Along the Watchtower (Bob Dylan) (mix alternativo) – 4:01
9. The Stars That Play with Laughing Sam's Dice – 4:20
10. Midnight – 5:32
11. Sweet Angel (Angel) – 3:55
12. Bleeding Heart (Elmore James) – 3:15
13. Pali Gap – 5:08
14. Drifter's Escape (Bob Dylan) – 3:05
15. Midnight Lightning – 3:07